# ナセル・ブアニ
ナセル・ブアニ（Nacer Bouhanni、1990年7月25日 - ）は、フランス、エピナル出身の元自転車競技（ロードレース）選手。

## 来歴
2010年、フランセーズ・デ・ジュー（後のFDJ・ビッグマット）とトレーニー契約。
2011年、FDJ（後のFDJ・ビッグマット）とプロ契約。
2013年、ツアー・オブ・オマーンの第6ステージで勝利すると、続く、パリ～ニース第1ステージでも勝利、初のUCIワールドツアーでの勝利となった。
2014年、ジロ・デ・イタリア第4ステージにてグランツール初勝利、第7、第10ステージでもリスクを恐れないスプリントで勝利し、ハットトリックを達成。その後、最終ステージまでポイント賞を守りきった。しかし、チーム内アルノー・デマルとのライベル関係の末、渇望していたツール・ド・フランスへの出場権が得られず、移籍を決断する。移籍決定後もブエルタ・ア・エスパーニャで2勝する活躍をした。
2015年、コフィディスに移籍。クリテリウム・デュ・ドフィネで区間2勝。
2020年、アルケア・サムシックに移籍。
2023年のシーズンをもって引退。

## 特徴
シーズンオフのトレーニングにボクシングを取り入れており、32歳からはプロボクサーの道を目指すと公言しており、モハメド・アリが亡くなった際の勝利ではボクシングのポーズでモハメド・アリに勝利をささげた。
非常に攻撃的なスプリントを行う選手で、危険行為による降格処分を受けることも少なくない。
2016年のツール・ド・フランスは喧嘩が原因の怪我で欠場している。

## 主な戦績

### 2010年
- ツール・ド・ジロンド　区間優勝（第2ステージ）

### 2011年
- ラ・トロピカル・アミサ・ボンゴ　区間優勝（第3ステージ）

- グランプリ・ド・ラ・ソム　5位

### 2012年
- エトワール・ド・ベセージュ　区間優勝(第1ステージ)
- フレッシュ・デメロード　2位
- シルキュイ・ド・ロレーヌ　総合優勝、ポイント賞、ヤングライダー賞(第1ステージ優勝）
- ハル〜インホーイヘム　優勝
- フランス選手権　優勝（個人ロードレース）
- ツール・ド・ワロニー　区間優勝(第1ステージ)
- ツール・ド・ワロニー＝ピカルド　総合6位(第4ステージ優勝)
- パリ〜ブールジュ　2位

### 2013年
- ツアー・オブ・オマーン　区間優勝（第6ステージ）
- パリ～ニース　区間優勝（第1ステージ）
- ヴァルディユ・クラシック　優勝
- シルキュイ・ド・ラ・サルト 区間優勝(第2ステージ）
- グランプリ・ド・ドナン　3位
- ハル〜インホーイヘム　3位
- ツール・デュ・ポワトゥー＝シャラント　ポイント賞（第1、2、3ステージ優勝）
- グランプリ・ド・フルミー　優勝
- ツール・ド・ヴァンデ　優勝
- ツアー・オブ・北京　ポイント賞（第2、3ステージ優勝）

### 2014年
- エトワール・ド・ベセージュ　区間優勝（第2ステージ）
- パリ〜ニース　区間優勝（第1ステージ）
- クリテリウム・アンテルナシオナル　区間優勝（第1ステージ）
- シルキュイ・ド・ラ・サルト　ポイント賞（第1ステージ優勝）
- グランプリ・ド・ドナン　優勝
- ジロ・デ・イタリア　ポイント賞（第4、7、10ステージ優勝）
- エネコ・ツアー　区間優勝（第4ステージ）
- ブエルタ・ア・エスパーニャ　区間優勝（第2、8ステージ）

### 2015年
- シルキュイ・ド・ラ・サルト　ポイント賞（第1、5ステージ優勝）
- グランプリ・ド・ドナン　優勝
- クリテリウム・デュ・ドフィネ　ポイント賞（第2,4ステージ優勝）
- ハル〜インホーイヘム　優勝
- シルクイト・デ・ゲチョ　優勝
- ツール・ド・レン　ポイント賞（第1、2ステージ優勝）
- グランプリ・ディスベルグ　優勝
- ナティオナル・スライティングスプライス　優勝

### 2016年
- ブエルタ・ア・アンダルシア　区間優勝（第2ステージ）
- パリ〜ニース　区間優勝（第4ステージ）
- ボルタ・シクリスタ・ア・カタルーニャ　区間優勝（第1、2ステージ）
- ツール・ド・ピカルディ　総合優勝、ポイント賞（第1、2ステージ優勝）
- クリテリウム・デュ・ドフィネ　区間優勝（第1ステージ）
- ツール・デュ・ポワトゥー＝シャラント　区間優勝（第1、3ステージ）
- ツール・ド・ヴァンデ　優勝

### 2017年
- ノケル・クルス　優勝
- ボルタ・シクリスタ・ア・カタルーニャ　区間優勝（第4ステージ）
- パリ〜カマンベール　優勝
- ツール・ド・ヨークシャー　区間優勝（第2ステージ）
- ツール・ド・レン　区間優勝（第2ステージ）
- グランプリ・ド・フルミー　優勝

### 2018年
- ダンケルク4日間レース　区間優勝（第3ステージ）
- フロウトプライス・マルセル・キント　優勝
- ブークル・ド・ラ・マイエンヌ　ポイント賞（第2、3ステージ優勝）
- ルート・ドクシタニ　区間優勝（第1ステージ）
- ブエルタ・ア・エスパーニャ　区間優勝（第6ステージ）

### 2020年
- サウジ・ツアー（英語版）  ポイント賞（第4ステージ優勝）
- ツール・ド・ラ・プロヴァンス　区間優勝（第1ステージ）
- グランプリ・ディスベルグ　優勝
- パリ〜ショニー（英語版）　優勝

### 2022年
- ラ・ルー・トゥランジェル 優勝